# Hanno Selg
Hanno Selg, né le 31 mai 1932 à Tartu et mort le 2 octobre 2019, est un pentathlonien soviétique.

## Carrière
Il était membre de l'équipe médaillée d'argent du pentathlon moderne en Union soviétique et une 10e place individuelle aux Jeux olympiques d'été de 1960.
Il a également été champion individuel de l'URSS en 1960 et six fois champion de la RSS estonienne.

## Palmarès

### Jeux olympiques
- 1960 à Rome,  Italie
  -  Médaille d'argent par équipe [2]